# Nemophas grayii
Nemophas grayii är en skalbaggsart som först beskrevs av Francis Polkinghorne Pascoe 1859.  Nemophas grayii ingår i släktet Nemophas och familjen långhorningar. Inga underarter finns listade i Catalogue of Life.